# Trath

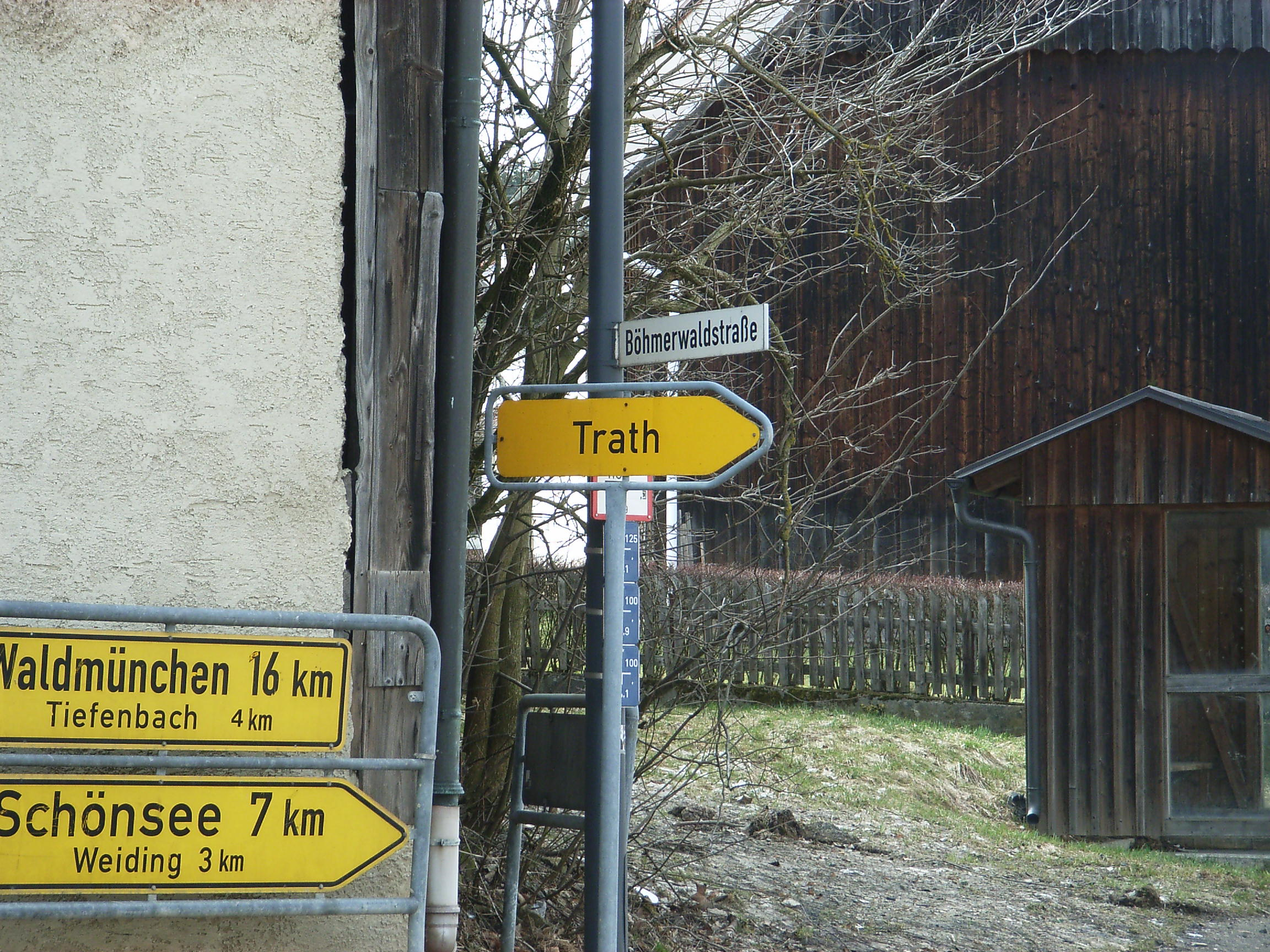
Wegweiser zur Schönauer Trath in Schönau

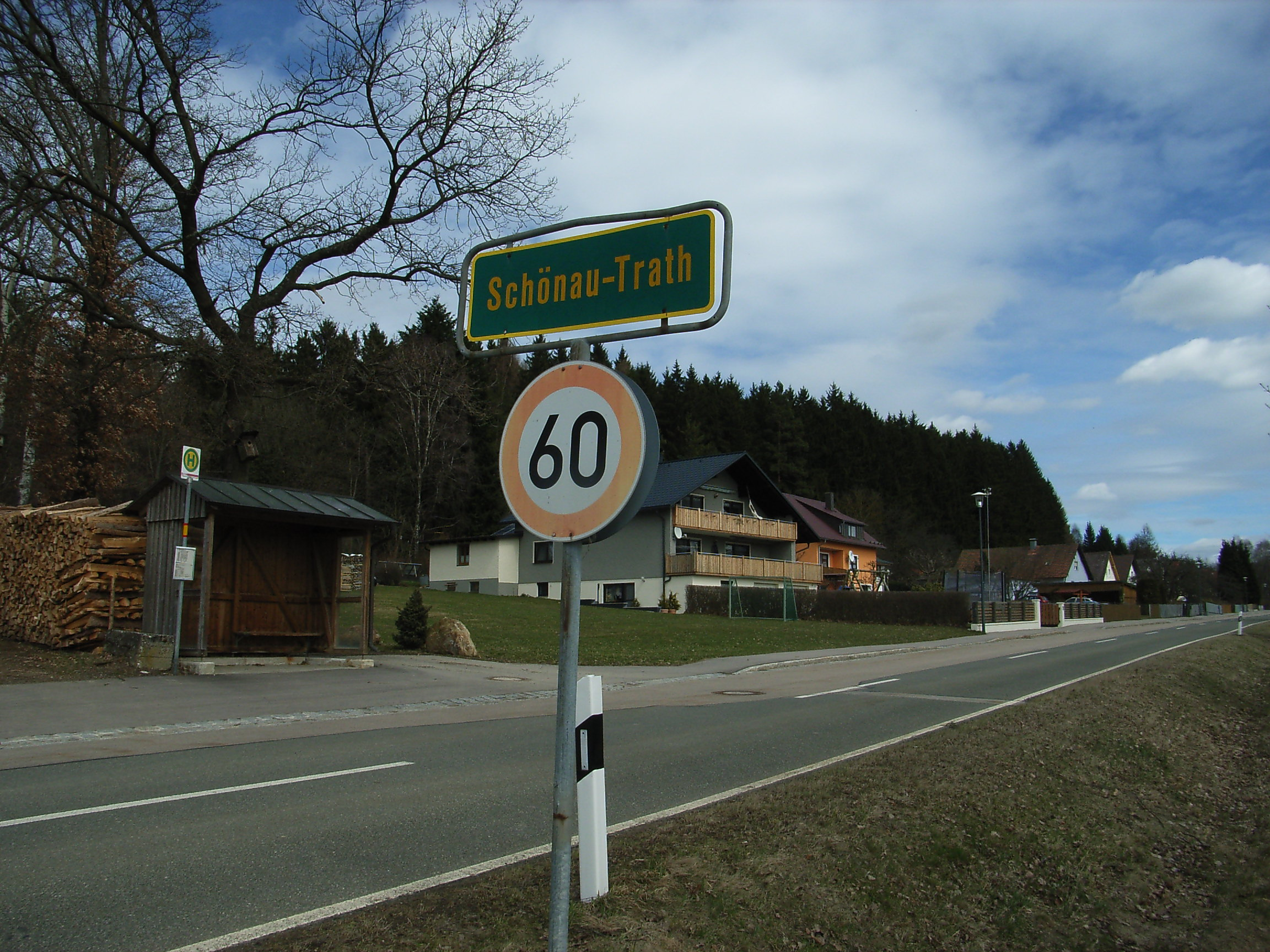
Ortsschild Schönauer Trath

Der Ortsname Trath, auch Tratt, Tratte, Trad, Tradt, Tradl, Tradels; auch als Endung -trath, -trad, -tradt;
und durch die weiche Aussprache des oberpfälzer Dialekts auch Draht; und böhmisch Draha;
kommt von tra(t)e, trade ‚treten‘. Es ist ein weibliches Wort, also die Trath.
Das Wort bezeichnete das Land, das (vom Vieh) betreten werden darf, also Brachland, Viehweide, einen festgetretenen Platz,
eine eingezäunte Weide, einen unbestellten Acker, Ödland, wüstes minderwertiges Land.
Mit Nachlassen der Weidewirtschaft, bei Bevölkerungszunahme, bei Einwanderung von Fremden z. B. infolge von Krieg und Vertreibung
wurde dieses außerhalb des Dorfes gelegene Ödland besiedelt und behielt dabei seine Benennung Trath
oder erhielt einen mit Trath zusammengesetzten Namen.
Charakteristisch ist dabei, dass aufgrund der späten Besiedelung manchmal die Trath von der Gemeinde nicht als eigener
Ortsteil geführt wird und manchmal auch in genauen Karten zwar eingezeichnet aber nicht benannt ist.
Dies ist bemerkenswert, weil die Trath oft durchaus vom Dorf entfernt ist, eine gewisse Einwohner- und Häuserzahl hat,
und auch mit Wegweisern und Ortseingangsschild ausgestattet ist.
Nur in den Kirchenmatrikeln erscheint sie als eigener Ortsteil mit
Angaben zur Häuserzahl, zur Katholikenzahl und zur Entfernung von der Hauptkirche.
Dagegen werden sonst selbst winzige Weiler und Einöden, die teilweise nur aus einem Haus mit einem einzigen Einwohner bestehen
oder sogar unbewohnt sind von den Gemeinden als eigene Ortsteile geführt.
Wenn sich Ortschaften ausdehnten und die einst außerhalb der Ortschaft gelegene Trath
sich infolgedessen innerhalb der Ortsgrenzen befand, erhielt sich die Erinnerung daran manchmal in den Straßennamen.

## Trath und seine Abwandlungen als eigenständiger Ortsname
- Draha am Nordrand von Rybnik[2]
- Draht, bei Mariaposching[3]
- Schönauer Drath (heute: Trath), etwa 1 km östlich von Schönau[4]
- Hannesrieder Drath (heute: Trath), etwa 1 km südwestlich von Hannesried[5]
- Tradt, etwa 1 km nordwestlich von Ränkam[6]
- Tradt, etwa 1 km südwestlich von Breitenhausen[7]
- Trad, etwa 1,5 km nordöstlich von Wernberg-Köblitz[8]
- Trad, etwa 2 km nordöstlich von Winklarn[9]
- Tradl bei Furth im Wald[10]

## Trath und seine Abwandlungen als Endung von Ortsnamen
- Zankeltrad, etwa 1 km nördlich von Eslarn[11]

## Trath und seine Abwandlungen als Anfang von Ortsnamen
- Tradelsöhren, südöstlich von Bernried[12]
- Tradhof bei Dieterskirchen[13]
- Tradlhof, nördlich am Rand von Etzgersrieth[14]
- Tradlmühle bei Schnaittenbach[15]
- Tradmühle, zwischen Unterlind und Oberlind[16]
- Tradthaus (früher: Drahthaus[17]) bei Zenching[18]
- Tradthaus bei Arnschwang[19]
- Tradweging bei Patersdorf[20]

## Trath und seine Abwandlungen als Gewässername
- Trattenbach, oberster Lauf des Talbaches und oberstes Talgebiet des Weißenbachtals, Südtirol, Italien

## Trath und seine Abwandlungen als Straßenname
- Auf der Trath, am nördlichen Stadtrand von Schwandorf
- Auf der Trath, am westlichen Stadtrand von Sollbach
- Auf der Trath, am südöstlichen Stadtrand von Tännesberg
- Auf der Tratt, nördlich von Bernhardswald
- Auf der Tratten, am nördlichen Ortsrand von Heiligengeist bei Villach, Österreich
- Auf der Tratten, am Nordwestrand von Puch, Österreich
- Schießtrath am westlichen Ortsrand von Moosbach
- Trad am östlichen Ortsrand von Waldthurn